# Capitan Nice
Capitan Nice (Captain Nice) è una serie televisiva statunitense in 15 episodi trasmessi per la prima volta nel corso di una sola stagione nel 1967.
È una sitcom a sfondo fantastico incentrata sulle vicende di Carter Nash, un chimico della polizia che scopre una formula segreta tramite la quale ottiene superpoteri e si trasforma in Capitan Nice.

## Trama
Carter Nash, un uomo dal carattere timido spesso sotto il giogo della madre possessiva, lavora come chimico per il dipartimento della polizia della sua città, Big Town, ed è romanticamente coinvolto (o almeno lui crede di esserlo) con Candy Kane, sergente della polizia nello stesso dipartimento.
Un giorno Carter scopre per caso una formula chimica con la quale riesce ad ottenere superpoteri speciali il cui effetto dura, però, solo un'ora. Si trasforma così nel supereroe Capitan Nice e, con la calzamaglia cucitagli dalla madre, va in soccorso dei deboli e dei bisognosi. Carter ottiene anche la possibilità di volare ma molto spesso ci rinuncia perché soffre di vertigini. Altro personaggio ricorrente è il padre di Carter il cui volto, però, non appare mai a schermo essendo il personaggio sempre nascosto dietro al giornale che sta leggendo, e mai particolarmente interessato a ciò che gli succede intorno.

## Personaggi e interpreti
- Carter Nash (15 episodi, 1967), interpretato da William Daniels.
- Mrs. Nash (15 episodi, 1967), interpretata da Alice Ghostley.
È l'amorevole, a tratti possessiva, madre di Carter.
- Sergente Candy Kane (11 episodi, 1967), interpretata da Ann Prentiss.
- Sindaco Finney (8 episodi, 1967), interpretato da Liam Dunn.
- Cap. Segal (4 episodi, 1967), interpretato da Bill Zuckert.
- Medula (2 episodi, 1967), interpretato da John Dehner.

## Produzione
La serie, ideata da Buck Henry (co-creatore della fortunata serie Get Smart), fu prodotta da National Broadcasting Company e girata negli studios della Paramount a Hollywood in California. Le musiche furono composte da Vic Mizzy.

### Registi
Tra i registi sono accreditati:
- Gary Nelson in sette episodi (1967)
- Charles R. Rondeau in tre episodi (1967)
- Richard Kinon in due episodi (1967)

### Sceneggiatori
Tra gli sceneggiatori sono accreditati:
- Peter Meyerson in cinque episodi (1967)
- Treva Silverman in cinque episodi (1967)
- Peggy Elliott in due episodi (1967)
- Buck Henry in due episodi (1967)
- David Ketchum in due episodi (1967)
- Ed Scharlach in due episodi (1967)
- Bruce Shelly in due episodi (1967)

## Distribuzione
La serie fu trasmessa negli Stati Uniti dal 9 gennaio 1967 al 1º maggio 1967 sulla rete televisiva NBC. In Italia è stata trasmessa sulla Rai con il titolo Capitan Nice. e successivamente sulle TV locali. È stata distribuita anche in Francia con il titolo Captain Nice.

## Episodi
| Stagione       | Episodi | Prima TV USA |
| -------------- | ------- | ------------ |
| Prima stagione | 15      | 1967         |